# مانفريد شاك
مانفريد شاك (بالألمانية: Manfred Zsak)‏ (مواليد 22 ديسمبر 1964) هو لاعب كرة قدم. يلعب مع منتخب النمسا لكرة القدم. سبق له أن لعب في كأس العالم لكرة القدم مع منتخب بلاده.

## روابط خارجية
- مانفريد شاك على موقع الاتحاد الدولي (مؤرشف)  (الإنجليزية)
- مانفريد شاك على موقع قاعدة بيانات كرة القدم.إي يو (الإنجليزية)
- مانفريد شاك على موقع ناشيونال فوتبول تيمز (الإنجليزية)